# 연습곡 Op. 25, 4번 (쇼팽)

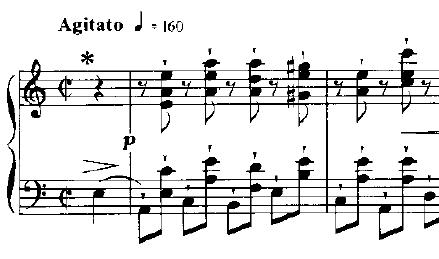
쇼팽 연습곡 Op. 25의 4번의 첫 마디

쇼팽의 연습곡 Op. 25, 4번(Étude Op. 25, No. 4)은 프레데리크 쇼팽이 작곡한 27개의 연습곡 중 작품번호 제25번의 4번에 해당하는 곡으로 가단조의 조성을 띠고 있다. 16번은 오른손과 왼손의 대부분이 스타카토의 형식으로 되어있고 대체로 당김음의 비중이 높은 편이다. 이 곡은 왼손이 10도까지 벌어지는 부분도 있어서 5번 손가락의 힘이 많이 요구된다.